# ابن القبيصي
أبو عبد الله محمد بن أبي الوفاء بن أحمد العدوي الموصلي يعرف موجزاً بـابن القَبيصي (1163 - 1235) لغوي وشاعر عراقي من أهل القرن السادس الهجري/ الثاني عشر الميلادي. ولد بالقبيصة في الموصل في عائلة يرجع نسبها إلى أصفهان. أخذ النحو والقراءة عن مكّي بن زبّان وسمع الحديث من نصر الله الواسطي، وقرأ عليه القرآن. تصدّر للتدريس النحو مدة بإربل فانتع به الناس وتخرّجوا به. كان عالماً بالنحو‌، ماهراً بالحديث، عارفاً بالقراءات، أديباً فاضلا، وشاعراً. توفي بحلب ودفن فيها. كتب ثلاث مقدمات: مقدمة في النحو، ومقدمة في التصريف،‌ ومقدمة في في الحساب وله أيضا التتمة في التصريف والهادي في الإعراب إلى طرق الصواب.

## سيرته
هو محمد بن أبي الوفاء بن أحمد بن أبي طاهر، أبو عبد الله النحوي العدويّ الموصلي، المعروف بابن القَبيصي، أصله من قرية من أعمال الموصل تدعى القبيصة، شرقيها. كانت ولادته في سنة ثمان وخمسين وخمسمائه. وأصله من أصفهان، وإنّما نزل بعض أجداده القبيصة وتديِّرها فنسب إليها.
قرأ القرآن ببغداد بالقراءات، على أبي الفتح نصر بن علي الكيّال الواسطي، ثم قرأه أيضاً على جماعة من المشايخ، وأخذ علم النحو عن شيخه أبي الحرم مكي بن ريان الماكسي، وحصل له معرفة جيدة في النحو عربي. وتفقه على أبي القاسم يحيى بن علي بن فضلان البغدادي ببغداد، وسمع الحديث من أبي سعد بن حمويه الصوفي، وتخرّج عليه جماعة في علم العربية والأدب بإربل والموصل واستفادوا منه. وخرج إلى بلاد الروم فسكنها مدة، ثم رحل عنها إلى الشام. وسكن حلب. وأقام بها مدة وتصدّر لإفادة علم النحو العربية والأدب. قال عنه ابن الشعار «كان شيخاً قصيراً، ضعيف العينين، وكان يقول شعراً صالحاً، رأيته عدة مرات ولم آخذ عنه شيئاً».
توفي في حلب في سنة اثنتين وثلاثين وستمائه، ودفن من قبليها بجوار مقام إبراهيم.

## مؤلفاته
- كتب ثلاث مقدمات: مقدمة في النحو، ومقدمة في التصريف،‌و مقدمة في الحساب.
- كتاب التتمة في التصريف
- الهادي في الإعراب إلى طرق الصواب